# Enquêtes Joug et Lierre
Les enquêtes Joug et Lierre sont les noms donnés à deux enquêtes, aujourd'hui conjointes, de l'Unité permanente anticorruption (UPAC) de la Sûreté du Québec débutées en 2014. Elles portent notamment sur le scandale de l'usine d'eau de Boisbriand et le rôle de la firme de génie-conseil Roche ainsi que sur un système illégal de prête-noms en lien avec des firmes de génie-conseil et des entrepreneurs pour le financement du Parti libéral du Québec.
Le 17 mars 2016, l'Unité permanente anticorruption procède à l'arrestation de la vice-première ministre libérale du Québec de 2007 à 2011 Nathalie Normandeau, le Ministre libéral de la Santé et des Services sociaux du Québec de 1989 à 1994 Marc-Yvan Côté, Bruno Lortie attaché politique de Marc-Yvan Côté et chef de cabinet de Nathalie Normandeau, l'ex-président et vice-présidente de Roche, Mario Martel et France Michaud, l'attaché politique la première ministre Pauline Marois, Ernest Murray et l'ancien maire de Gaspé François Roussy.